# Louis Baur

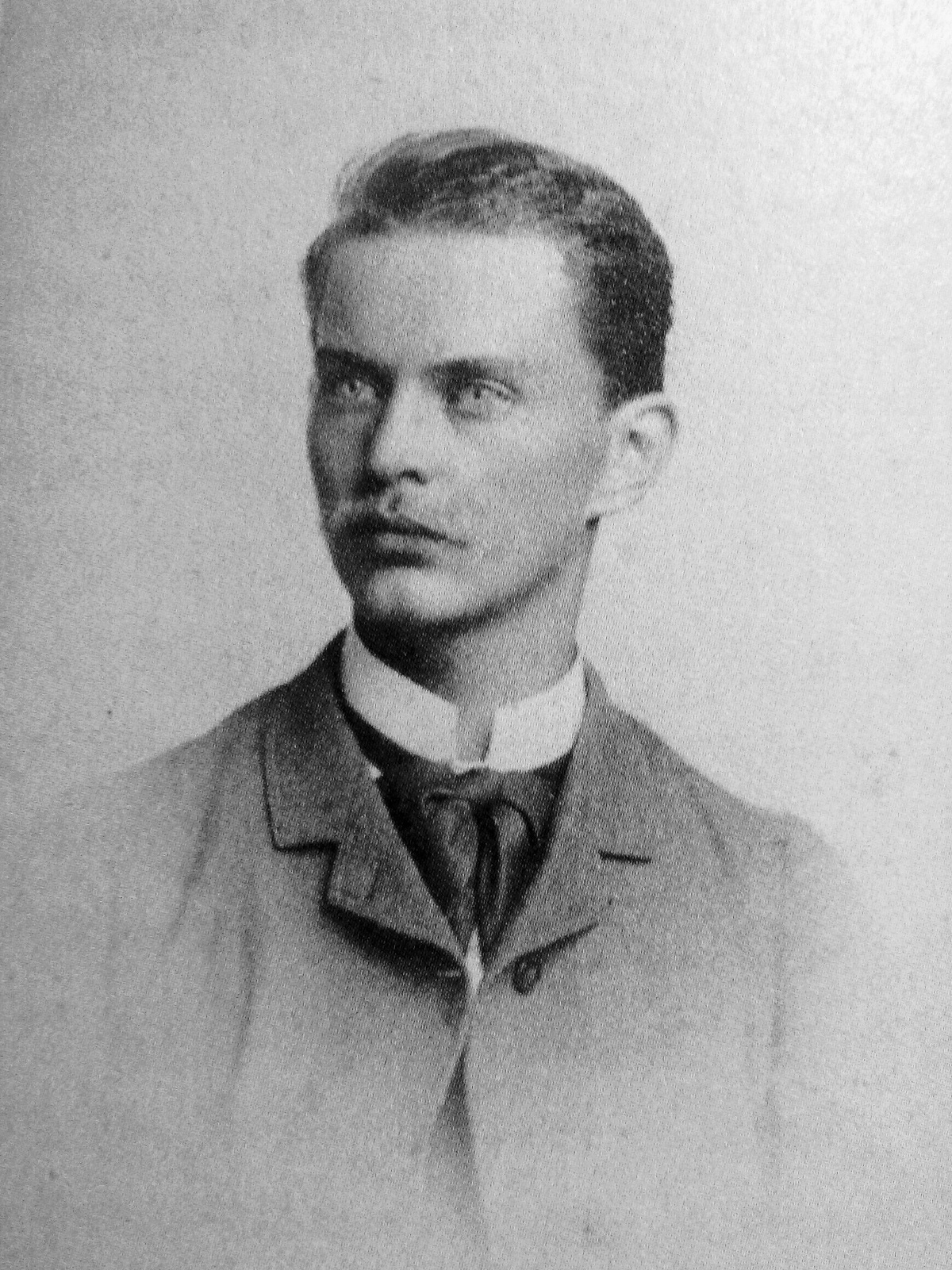
Louis Baur (um 1880)

Louis Baur, ab 1886 Louis Baur-Buchmann (* 22. März 1858 in Basel; † 5. Februar 1915 ebenda) war ein Schweizer Kaufmann und Handelsagent für französische und deutsche Kolonialhändler. Er handelte die Verträge aus, die zur kurzlebigen deutschen Kolonie in Kapitaï und Koba führten (heute Teile Guineas).

## Leben

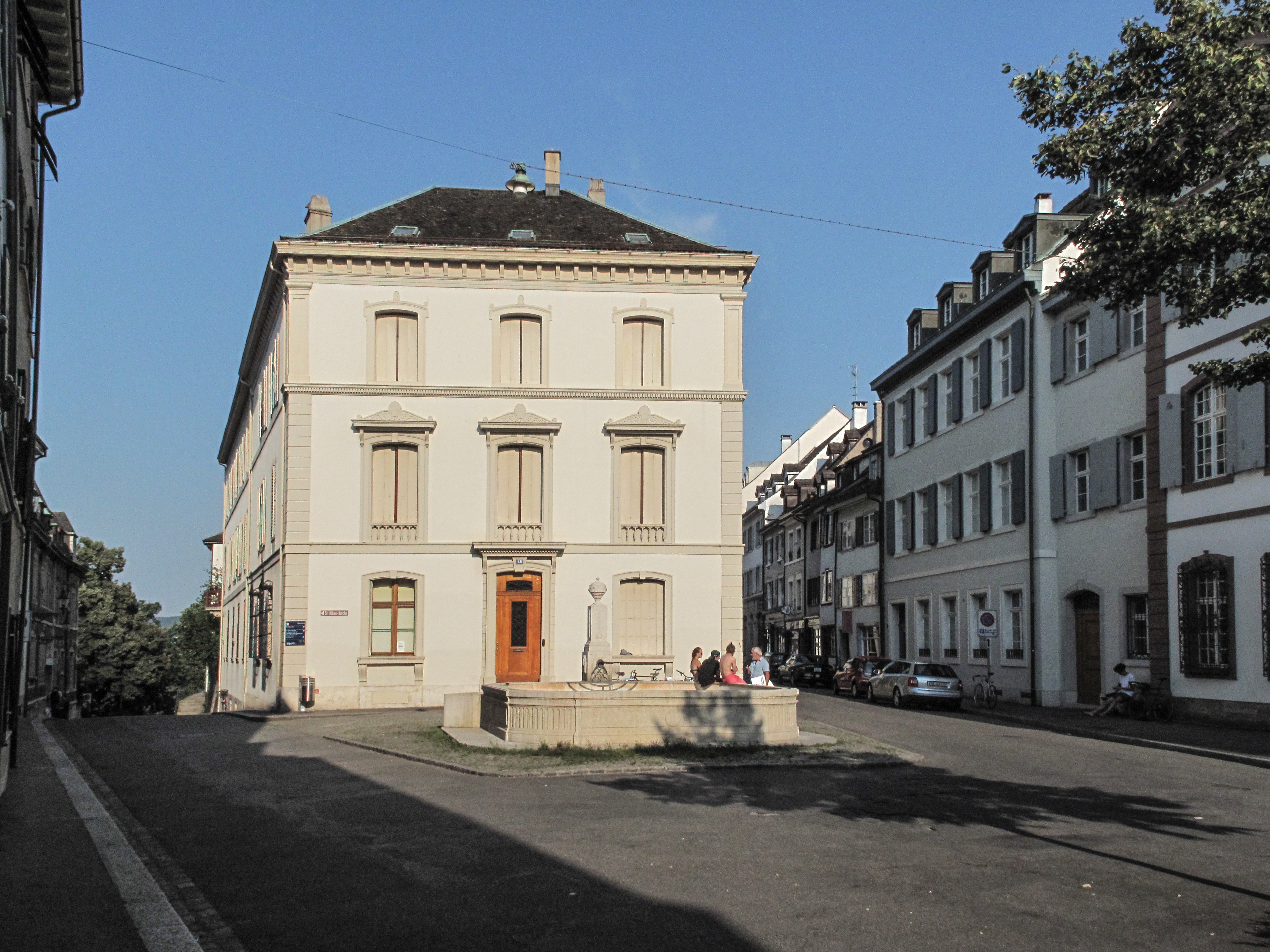
Die Strasse Sankt Alban-Vorstadt (rechts) in Basel: Baurs Elternhaus hat die Nr. 44.

Louis Baur war eines von sieben Kindern des Schlossermeisters Ludwig Baur und seiner Frau Elisabeth, geb. Lippe. Sein Vater betrieb eine Schlosserei im Stadtteil St. Alban in Basel. Baur besucht eine Gewerbeschule und machte eine Lehre beim Fabrikanten Johann Rudolf Geigy-Merian. Nach kurzer Episode in Paris ging er im Januar 1880 für die französische Firma C.A. Verminck nach Westafrika. Von März bis Juni 1880 war er in Freetown beschäftigt. Von Juli 1880 bis Juni 1883 arbeitete er für dieselbe Firma in einer Faktorei in Boké.

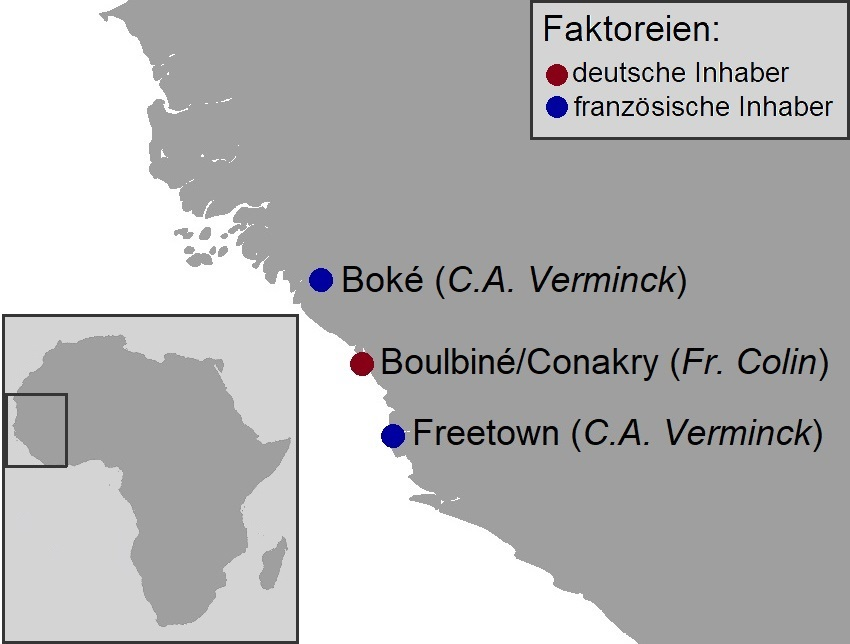
Faktoreien, auf denen Louis Baur tätig war

Im Juli 1883 kehrte er kurzzeitig nach Basel zurück und reiste nach Deutschland, wo er von Friedrich Colin engagiert wurde. Colin hatte zuvor ebenfalls für C.A. Verminck gearbeitet, sich aber selbstständig gemacht. Baur und seine Kollegen – darunter sein zukünftiger Schwager Carl Buchmann – legten für Colin Faktoreien in Boulbiné an der Halbinsel Tumbo bei Conakry sowie im Umland an. Die Stationen sollten Ausgangspunkte einer zu gründenden deutschen Kolonie werden. Baur kaufte dazu Land von dem Lokalherrscher Bala Demba, der ein Freundschaftsgesuch an Kaiser Wilhelm I. richtete. Dem im Juni 1884 von Gustav Nachtigal angetragenen Schutzvertrag wich Bala Demba jedoch aus. Nachtigal fuhr daraufhin unverrichteter Dinge an die Togoküste weiter, stellte Baur jedoch das Zeugnis aus, dass dieser am Scheitern der Verhandlungen keine Schuld trage. Im Juli und August 1884 schlossen Baur und seine Mitarbeiter im Namen Colins Vorverträge mit den Herrschern von Kapitaï und Koba ab. Mit den unterzeichneten Unterlagen traf Baur am 28. August 1884 in Hamburg ein. Im September 1884 legte er sie Otto von Bismarck vor und die sogenannten Gebietserwerbungen sorgten bei ihrem Bekanntwerden in Deutschland für eine Sensation.
Zurück in Boulbiné wartete Baur lange auf Tauschartikel von Colin, um den Handel in Gang zu bringen. Stattdessen hielten ihn die Deutschen von der Korvette Ariadne zur Jahreswende 1884/85 „...volle elf Tage von allen Geschäften ab, bis die beiden Länder Koba & Kobitai definitiv unter deutschen Schutz gestellt waren.“ Die Kolonie wurde indes bereits zum Jahresende 1885 im Tausch mit Frankreich gegen einen Küstenstrich bei Aného östlich Togos abgetreten. Baur versuchte, den Handel Colins unter französischer Gerichtsbarkeit bestmöglich fortzuführen, erkrankte aber so schwer, dass er zur Jahresmitte 1886 nach Basel heimkehrte und Colins Firma verliess. Colin stellte Baur zwar ein Dankschreiben aus, machte ihn aber zugleich für die Startschwierigkeiten seiner Firma verantwortlich. Gleichwohl bestand das Unternehmen auf der von Baur gelegten Basis viele Jahre fort, so dass Baur noch 1894 befriedigt auf seinen Anteil an der „...jetzige[n] Blüte des s. Zt. von mir gegründeten Geschäfts“ zurückblickte.
Baur arbeitete als Kommis und veröffentlichte Artikel über den Handel in Westafrika. Von 1897 bis 1911 war er Fabrikationsleiter einer Trikotfabrik im Marziliquartier in Bern. Daneben war er im Vorstand der Geographischen Gesellschaft in Bern. Von 1908 bis 1911 versuchte er sich zudem als Leiter eines Sägewerks im Entlebuch. Nach langjährigem Lungenleiden starb er als freischaffender Buchexperte und Revisor 1915 in Basel.

## Familie und Nachlass
Louis’ jüngerer Bruder Fritz (1859–1922) war Redakteur der Basler Nachrichten und beschrieb das Leben in dem elterlichen Handwerkerhaushalt. Zwei weitere Brüder wirkten in Budapest bzw. in Kopenhagen.
Louis Baur heiratete 1886 Wilhelmine (Mina) Buchmann aus Basel, mit der er sich schon im September 1884 verlobt hatte. Das Ehepaar bekam drei Kinder.
Baur führte während seiner Jahre in Afrika einen Briefwechsel mit seiner Familie in Basel. Mindestens bis zu den 1990er Jahren lebten in Frankreich und der Schweiz Nachkommen Baurs, die seine Briefe aufbewahrten. Sie bieten einen besonderen Einblick in die Arbeit auf europäischen Handelsstationen jener Zeit in Westafrika.

## Werke
- Schilderungen von der Sierra Leone Küste, in: Geographische Nachrichten, 3. Jg., Ausg. 4–7, Basel 15. Februar/1. März/5. März/1. April 1887.
- Freetown in West Afrika, in: Geographische Nachrichten, 3. Jg., Ausg. 21, Basel 1. November 1887.
- Tauschhandel in Afrika, in: Geographische Nachrichten, Basel 1891.